# Бразильско-южноафриканские отношения
Бразильско-южноафриканские отношения — двусторонние дипломатические отношения между Бразилией и Южно-Африканской Республикой (ЮАР). Государства являются членами «БРИКС», «Кернской группы», «Большая двадцатка», «Группы 24», «Группы 77» и Организации Объединённых Наций.

## История

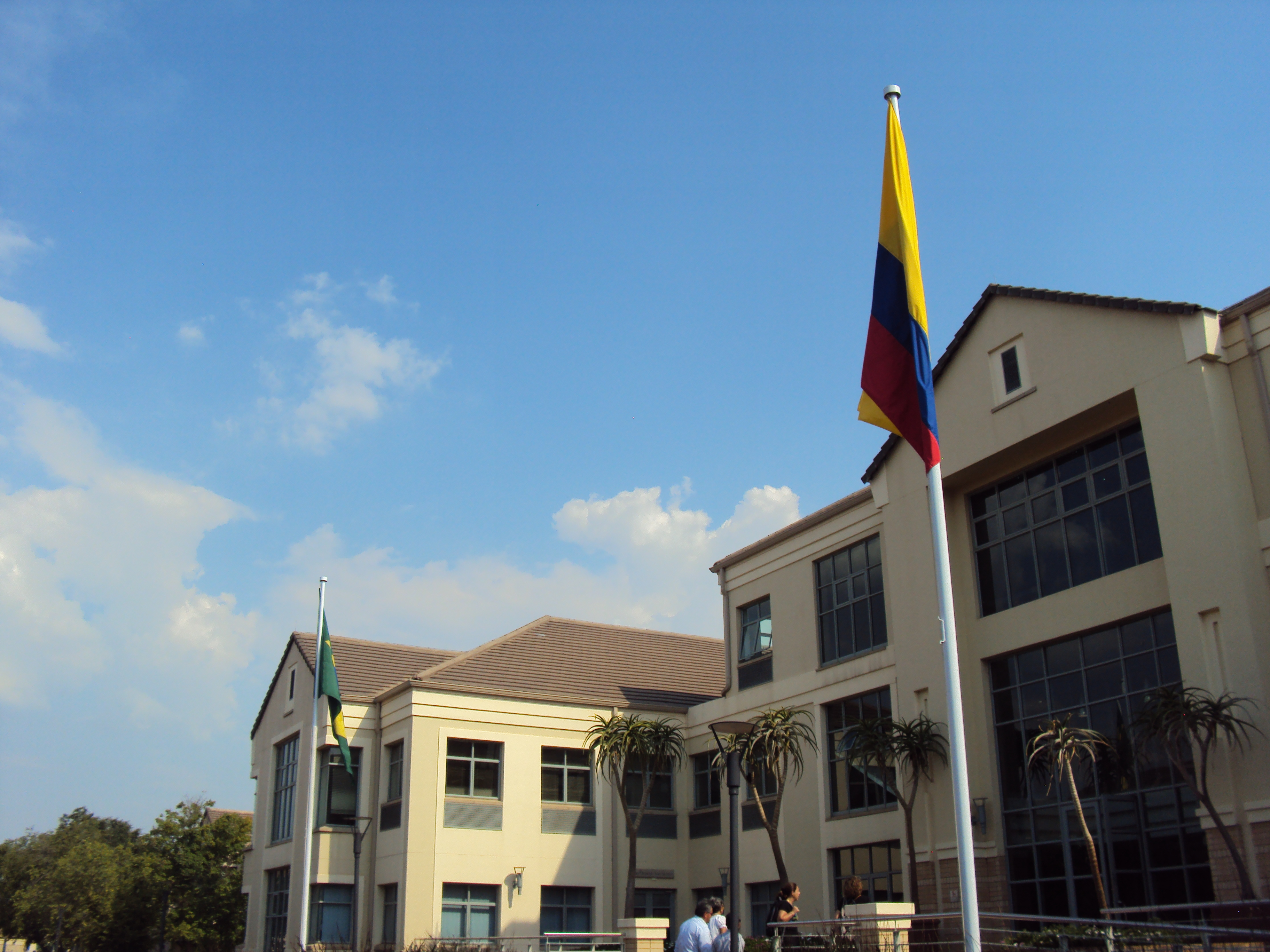
Бывшее здание посольства Бразилии в Претории.

В 1918 году Бразилия открыла консульство в Кейптауне. В январе 1948 года государства установили дипломатические отношения. В том же году Бразилия открыла дипломатическое представительство в Претории, а ЮАР открыла дипломатическое представительство в Рио-де-Жанейро. В 1948 году правительство ЮАР ввело в стране апартеид. В 1971 году ЮАР повысила статус представительства до посольства, базирующегося в Бразилиа. Бразилия открыла посольство в ЮАР в 1974 году.
В 1970-х годах государства разрабатывали ядерные технологии. Бразилия и ЮАР решительно выступали против Договора о нераспространении ядерного оружия, обе страны имели амбициозные программы развития ядерных технологий. Государства получили помощь от Федеративной Республики Германии (ФРГ) и стали объектами противодействия США по нераспространению ядерного оружия и введению возможных санкций. Несмотря на большое сходство в проводимой политике, фундаментальная оппозиция Бразилии правительству апартеида и пограничная война ЮАР с Анголой помешало этим странам сотрудничать в области ядерных технологий. В мае 1979 года правительство ЮАР открыло канал связи с Бразилией через посольство Бразилии в Бонне, однако политические проблемы, такие как международные санкции против правительства ЮАР и его международных партнёров, вынудили ФРГ приостановить ядерное сотрудничество с ЮАР и сотрудничество между Бразилиа и Преторией не было налажено из-за проблемных отношений между двумя странами. В августе 1985 года Бразилия ввела ограничения на отношения с ЮАР в знак неприятия политики апартеида.
В августе 1991 года, через год после освобождения из мест лишения свободы, Нельсон Мандела стал председателем «Африканского национального конгресса» совершил шестидневный визит в Бразилию, где встретился с президентом Бразилии Фернанду Колором ди Мелу. В 1992 году Бразилия начала ослаблять санкции против ЮАР и повторно назначила посла в Претории. В 1994 году все санкции Бразилии с ЮАР были сняты. В ноябре 1996 года президент Бразилии Фернанду Энрике Кардозу осуществил официальный визит в ЮАР, первый визит главы правительства Бразилии. В 1998 году Нельсон Мандела посетил Бразилию в должности президента ЮАР.
Государства поддерживают открытые каналы диалога на многосторонних форумах и обеспечивают постоянную взаимную поддержку своих кандидатур в международных организациях. Имеется интенсивная двусторонняя повестка дня в отношении сотрудничества в области обороны и безопасности, сотрудничества в области ядерной энергетики, инвестиции и доступ к рынкам.
В ноябре 2019 года президент ЮАР Сирил Рамафоса посетил Бразилию для участия в 11-м саммите «БРИКС», проходившем в Бразилиа, где встретился с президентом Жаиром Болсонару.

## Визиты на высоком уровне
Из Бразилии в ЮАР:

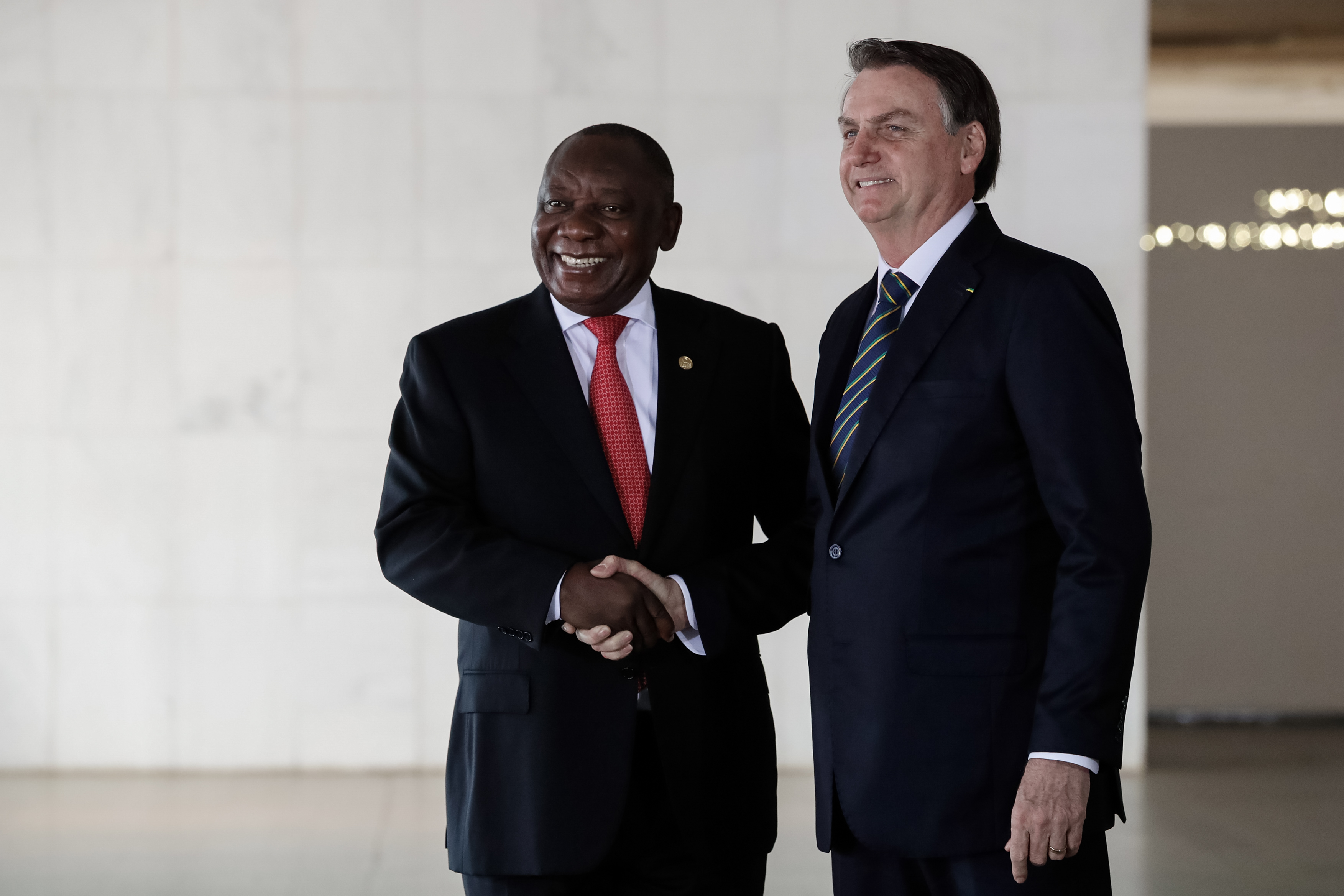
Президент Бразилии Жаир Болсонару и президент ЮАР Сирил Рамафоса в Бразилиа в 2019 году.

- Президент Фернанду Энрики Кардозу (1996 год);
- Министр иностранных дел Луис Фелипе Лампрейя (2000 год);
- Президент Луис Инасиу Лула да Силва (2003, 2007 годы);
- Министр иностранных дел Антонио ди Агиар Патриота (2011 год);
- Президент Дилма Русеф (2011, 2013 годы);
- Министр иностранных дел Алоизиу Нунес (2017 год);
- Президент Мишел Темер (2018 год);
- Министр обороны Фернанду Азеведу ди Силва (2019 год).

Из ЮАР в Бразилию:
- Президент Нельсон Мандела (1991, 1998 годы);
- Президент Табо Мбеки (2000 год);
- Президент Джейкоб Зума (2009, 2010, 2014 годы);
- Министр иностранных дел Маите Нкоана-Машабане (2013 год);
- Министр иностранных дел Наледи Пандор (2019 год);
- Президент Сирил Рамафоса (2019 год).

## Двусторонние соглашения
Между государствами подписано несколько двусторонних соглашений, таких как: Соглашение о взаимной помощи между таможенными администрациями (2008 год); Соглашение о сотрудничестве в сфере высшего образования (2009 год); Соглашение об избежании двойного налогообложения и предотвращении уклонения от уплаты налогов в отношении подоходного налога (2017 год) и Соглашение о преференциальной торговле между «МЕРКОСУР» (в которое входит Бразилия) и «Южноафриканским таможенным союзом» (в который входит ЮАР) (2019 год).

## Дипломатические представительства
- У Бразилии есть посольство в Претории и генеральное консульство в Кейптауне[10].
- ЮАР имеет посольство в Бразилиа и генеральное консульство в Сан-Паулу[11].